# Francisco de Trillo y Figueroa
Francisco de Trillo y Figueroa (La Coruña, 1618-Granada, 1680), poeta gongorino e historiador español del Siglo de Oro.

## Biografía
Nació en 1618 en el castillo de S. Martín de Padilla en Ares (La Coruña). En 1632 su familia se trasladó a Granada; allí frecuentó ambientes literarios y entabló amistad con el poeta Pedro Soto de Rojas, cuyo Jardín cerrado prologó; siguió la carrera de las armas y fue soldado en Italia y acaso en Flandes; pero abandonó esa vida y volvió a Granada para consagrarse a las letras; recibió el poderoso influjo de Luis de Góngora y de la estética del Culteranismo y se consagró a trabajos de erudición. Murió en Granada, el año 1680.

## Obras
Escribió una mediana epopeya culta, la Neapolisea: poema heroyco y panegirico al Gran Capitan Gonzalo Fernández de Cordoua (Granada: por Baltasar de Bolívar y Francisco Sánchez, 1651), sobre la figura y hazañas de don Gonzalo Fernández de Córdoba, conocido como el "Gran Capitán", de estilo tan gongorino que disgustó sobremanera al muy clasicista crítico decimonónico Marcelino Menéndez Pelayo; este estilo se advierte también en sus Poesías varias, heroicas, satíricas y amorosas (1652); en esta colección se incluyen, entre otras piezas, traducciones de Anacreonte, composiciones inspiradas en la Biblia y una Fábula de Leandro que viene de Ovidio; se mostró igualmente poeta festivo y satírico y en este campo resultó tan agudo y feliz como Góngora. Se conserva además una Historia de Granada suya que se guarda en el Museo Británico. Sus poesías se encuentran editadas por Adolfo de Castro en el volumen XLII de la BAE y su obra ha sido editada y estudiada posteriormente en profundidad por Antonio Gallego Morell (Francisco y Juan Trillo y Figueroa, Granada: Universidad, 1950 y Obras de Don Francisco de Trillo y Figueroa, edición de A. Gallego Morell, Madrid: CSIC, 1951, 2 vols.). Últimamente ha aparecido, de Rubén Pardo Lesta, que también editó sus romances, Sobre poética y retórica: la relación entre imitación, género y estilo en la obra de Francisco de Trillo y Figueroa (Madid: Iberoamericana, 2002). Destacó, asimismo, como autor de poemas encomiásticos dedicados a algunos aristócratas de su época.